# Dichotomius validipilosus
Dichotomius validipilosus là một loài bọ cánh cứng trong họ Bọ hung (Scarabaeidae).